# Crataego monogynae-Prunetea spinosae
En phytosociologie, la classe Crataego monogynae-Prunetea spinosae est une association de plantes principalement européennes, constituée d'arbustes (haies) de type fruticées (formation végétale constituée d'arbustes tels que le Prunelier, l'Aubépine ou l'Églantier…) typiques des manteaux forestiers. Cette classe est définie par Tüxen, 1962.

## Les espèces caractéristiques
Les espèces les plus communes dans ce type de végétation sont les suivantes :
- Prunelier (Prunus spinosa)
- Charme (Carpinus betulus)
- Chèvrefeuille des bois (Lonicera periclymenum)
- Sureau noir (Sambucus nigra)
- Viorne obier (Viburnum opulus)
- Cornouiller sanguin (Cornus sanguinea)
- Genévrier commun (Juniperus communis)
- Aubépine à un style (Crataegus monogyna)
- Néflier (Mespilus germanica)
- Troène commun (Ligustrum vulgare)
- Clématite des haies (Clematis vitalba)
- Bourdaine (Frangula alnus)
- Nerprun purgatif (Rhamnus cathartica)
- Églantier (Rosa canina)
- Rosier rouillé (Rosa rubiginosa)
- Peuplier tremble (Populus tremula)
- Saule marsault (Salix caprea)